# 納莫
納莫有限公司（直译：「北歐彈藥有限公司」）是一家芬蘭-挪威的航空航天和國防承包商，專門生產彈藥、火箭引擎和太空載具相關部件。該公司在芬蘭、德國、挪威、瑞典、瑞士、西班牙、英國、愛爾蘭和美國都設有子公司。公司所有權由挪威政府（由挪威貿易和工業部代表）和芬蘭國防公司帕特里亞平分。該公司總部位於挪威勞弗斯。
納莫公司擁有四個業務部門：中小口徑彈藥部門、大口徑系統部門、航空航天推進部門和商用彈藥部門。

## 歷史
納莫公司由挪威勞弗斯彈藥工廠、芬蘭帕特里亞和瑞典塞尔西乌斯於1998年創立。位於芬蘭的拉普阿彈藥工廠也同時併入納莫公司的一部分，並改名為納莫拉普阿公司。2005年，帕特里亞和挪威政府建立了目前對納莫公司的共同所有權。2007年，納莫公司收購了美國軍火公司塔利（Talley Inc.）的全額股份。

## 爭議
2009年，挪威政府出台的出口管制法禁止挪威公司向處於戰爭或軍事衝突的國家出售彈藥。然而納莫公司時任資訊總監西塞爾·索倫（Sissel Solum）卻表示該公司對買家購買彈藥後的使用方法不承擔任何責任，包括挪威教會援助組織和奧斯陸和平研究所等團體都聲稱這違反了挪威國家出口法規的立法精神。據透露，以色列國防軍從納莫塔利公司購買了28,000枚M72輕型反裝甲武器，以及價值6億挪威克朗的武器零件和訓練用飛彈。這些彈藥後來被用於2008至2009年加沙戰爭。根據納莫勞弗斯公司常務董事拉斯·哈拉德·利德（Lars Harald Lied）的說法，該公司還生產12.7毫米的多用途彈藥，而美國和挪威的士兵在阿富汗戰爭中都使用過這種彈藥。

## 產品

### 火箭推進器
納莫生產以下飛彈的推進器及推進系統：
- AIM-120先進中程空對空飛彈
- RIM-162导弹
- IRIS-T飛彈 （生產許可）
- 飞鱼反舰导弹
- AIM-9響尾蛇飛彈
- AGM-119企鵝反艦飛彈
- 海軍打擊導彈（火箭助推器）
- IDAS潛射飛彈

### 軌道運載火箭
納莫為亞利安6號運載火箭的分離式火箭助推器製造商。過去也是亞利安5號運載火箭的分離式及加速火箭助推器製造商。
2013年1月，納莫和安多拉太空港宣布將開發一種名為“北極星”的近地轨道奈米衛星運載火箭（Nanosatellite launch vehicle）系統，該系統能夠將10（22磅）重的奈米衛星送入近地軌道。

### 中小口徑彈藥
- 5.56x45毫米北约标准步枪弹
- 6.5×47公釐拉普步槍彈（英语：6.5×47mm Lapua）
- 7.62×39公釐步槍彈
- 7.62×51公釐北約彈及.308口徑溫徹斯特彈
- 7.62×54mmR俄羅斯步槍彈/7.62×53mmR俄羅斯步槍彈（英语：7.62×53mmR）
- .30-06春田步槍彈 (7.62×63公釐)
- .338拉普麥格農彈 (8.6×70公釐)
- 9×19公釐帕拉貝倫彈

### 大口徑彈藥
以下為截至2018年納莫生產之中大口徑彈藥的部分清單：
- 12.7×99公釐口徑北約彈
  - 12.7×99公釐勞弗斯Mk 211多用途彈（英语：Raufoss Mk 211）
- 20×102公釐
- 20×139公釐
- 25×137公釐
- 27×145公釐
- 30×113公釐
- 30×173公釐
  - 30×173公釐“泳者”尾翼穩定脫殼穿甲彈（APFSDS-T MK.258 Mod.1）
- 35×228公釐
- 40×51公釐榴彈
- 40×53公釐榴彈
- 57公釐
- 120公釐戰車砲彈藥
- 野戰砲及迫擊砲的裝藥
- 野戰砲彈彈體
- 手榴彈
- 各式彈頭

### 肩射式武器系統
納莫自1960年代起就開始生產各種肩射式武器系統，並於1966年在挪威勞弗斯獲得M72輕型反裝甲武器的生產許可。納莫公司在美國10個地區開展業務，也是唯一獲得M72輕型反裝甲武器生產許可的製造商，其在亞利桑那州的梅薩設有生產線。除了M72之外，梅薩工廠也為美國陸軍生產M141反碉堡彈藥，而納莫公司位於密西西比州哥倫布的工廠則為美國海軍陸戰隊生產肩射多用途攻擊武器的彈藥。2021年12月20日，位於亞利桑那州梅薩的納莫防衛系統公司獲得了一份價值498,092,926美元的固定價格合約，以全速生產M72輕型攻擊武器的衍生型號和肩射彈藥系統的訓練部件。

### 火箭引擎諮詢與開發業務
2019年，納莫獲得了歐洲太空總署的一份合約，以為海克力斯月球登陸器的上升階段開發可重複使用的火箭引擎，並且可以由低壓推進劑罐的電動幫浦供油，從而實現能在太空中加油的能力。

## 外部連結
- 官方网站